# Меритра Хатшепсут
Меритра Хатшепсут (егип. Mr.t Rˁ ḥ3.t šps.(w)t «Возлюбленная Ра, первая среди дам») — древнеегипетская царица, Великая супруга фараона Тутмоса III, мать его наследника Аменхотепа II из XVIII династии.

## Биография

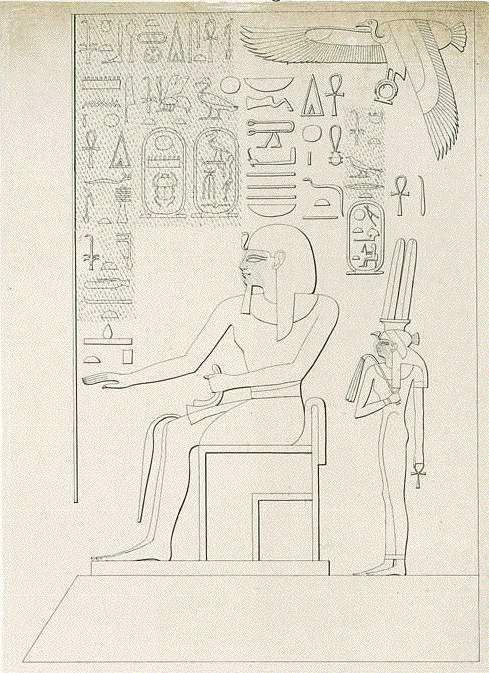
Меритра Хатшепсут изображена в храме Тутмоса III в Мединет-Абу

Меритра Хатшепсут происходила из знатной семьи, вероятно была дочерью жреца Хуи, чья скульптура в Британском музее (EA 1280) изображает его с внуками-детьми Меритры Хатшепсут от Тутмоса III. Её детьми были сыновья Аменхотеп II, Менхеперра и дочери Небетюнет, Merytamun C, Меритамон D и Исида.
Стала Великой супругой фараона после смерти первой его жены Сатии.
Меритра Хатшепсут известна по многим памятникам. Ряд её статуй позже, в правление Тутмоса IV, узурпировала невестка Тиаа, супруга Аменхотепа II.
Ей готовилась гробница KV42, которую обнаружили во время раскопок в 1921 году. Её могли похоронить в гробнице её сына Аменхотепа II KV35. Гробницу KV42 повторно использовал фиванский голова Сеннефер со своей супругой Сенетнеи.

## Титулы
Меритра Хатшепсут носила титулы, подобающие царице:
- наследная царевна (jrj-pˁt),
- единственная, высокопочитаемая (wrt-nswt-wˁtjt),
- мать фараона (mwt-nswt),
- Госпожа обеих земель (nbt-t3.wj),
- жена фараона (ḥmt-nswt),
- Великая царская супруга (ḥmt-wrt-nswt),
- Супруга бога Амона (ḥmt-nṯr-n-Jmn-m-jpswt) с приставкой рука бога (djrt-nṯr)